# The Dreadnoughts
I The Dreadnoughts sono un gruppo celtic punk canadese formatosi nel 2006 a Vancouver.

## Formazione
- Nicholas Smyth - chitarra e voce
- Kyle Taylor - fisarmonica, fiddle e voce d'accompagnamento
- Drew Sexsmith - mandolino, banjo e voce d'accompagnamento
- Andrew Hay - basso e voce d'accompagnamento
- Marco Bieri - batteria

## Discografia

### Album studio
- 2007 - Legends Never Die (Bellydrop Records[3])
- 2009 - Victory Square (Stomp Records[3])
- 2010 - Polka's Not Dead (Stomp Records[3])
- 2017 - Foreign Skies (Self Released)
- 2019 - Into The North
- 2022 - Roll And Go
- 2023 - Green Willow

### EP
- 2010 - Cyder Punks Unite (Leech Records[3])
- 2011 - Uncle Touchy Goes To College (Bellydrop Records[3])